# London Hungarian Symphony Orchestra
A London Hungarian Symphony Orchestra (LHSO), egy főként az Egyesült Királyságban élő magyarokból szerveződött szimfonikus zenekar.

## Története
A zenekar megalapításának gondolata először 2012 nyarán vetődött fel, majd 2013 július 25-ével a zenekar megalakult. A zenekar profi muzsikusokkal dolgozik, mivel célja, hogy belátható időn belül a hivatásos zenekarok között tartsák számon Angliában, és később bárhol másutt is a világban. Tagjai főleg magyar származású zenészek, kiegészülve európai és angol művészekkel.
Céljuk a magyar zenekultúra közvetítése az angliai közönségnek az eredeti tradíciókból táplálkozva, a magyar hagyományokra , illetve Kodály tanításaira épülve. Nem titkolt szándékuk tehát, hogy koncertjeik műsorát alapvetően magyar, és a magyarsághoz valamilyen téren kapcsolódó előadási művek tegyék ki. Mindamellett, hogy a koncertek műsorainak magját a magyar szerzők művei alkotják, repertoárjuk folyamatosan kiegészül Anglia, Európa és a világ zeneszerzőinek műveivel. A kötött klasszikus repertoár mellett nyitottak egyéb zenei projektekre, stílusbeli ötvözetekre is, így a népzene is fontos részét képezi műsoraiknak.
A zenekar nemcsak mint zenét játszó együttes működik, hanem egy erős, összetartó közösséget is képvisel, ami a segítségen túl próbál hidat építeni Európa nemzetei között. Céljaik közé tartozik a magyar és európai zenészek támogatása, mind erkölcsileg, mind anyagilag; valamint az újonnan Britanniába érkezők mielőbbi beilleszkedésének segítése az angol hagyományok és kultúra megismertetésével. Éppen ezért a magyar és kelet-európai kultúrát szándékoznak Angliába importálni, illetve az angol és nyugat-európai műveket minél szélesebb körben játszani a keleti országokban.

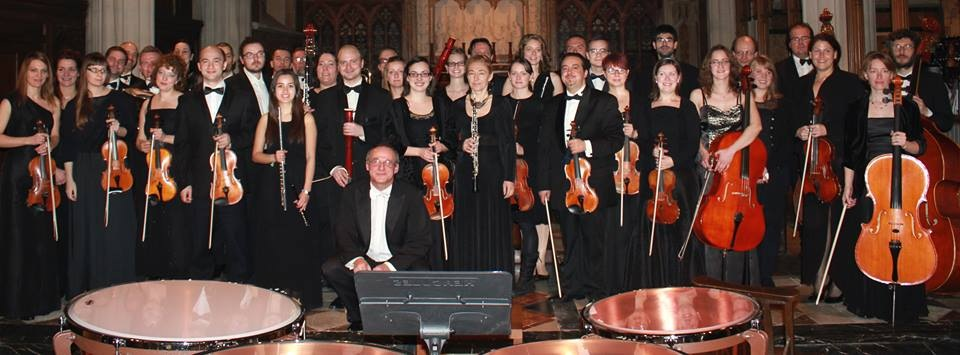
London Hungarian Symphony Orchestra

Több sikeres koncertet adott már Angliában az elsősorban profi magyar zenészekből álló Londoni Magyar Szimfonikus Zenekar (London Hungarian Symphony Orchestra - LHSO), amelynek elsődleges küldetése, hogy magyar, illetve a magyarsággal valamilyen téren kapcsolatos zenét játsszon az itteni magyar közösségnek. A zenekar célja ezen túl, hogy erősítse az összetartozást, a magyarságtudatot, valamint hogy bemutassa a magyar zenei kultúrát az angoloknak és a nemzetközi közönségnek.
A zenekar megvalósításának ötlete Berta István, a zenekar igazgatója, és első fagottosa fejében fogalmazódott meg 2012 nyarán, majd pár lelkes zenésztársával - Merlics Borisszal és Kiss Melindával - hozzáláttak a kivitelezéshez.
Első karmesterük Kaposi Gergely, aki kiváló tapasztalatokkal rendelkezik mind a magyar, mind az európai zenei előadásmód és élet terén. A zenekar jelenleg Edward Farmer Archiválva 2014. április 29-i dátummal a Wayback Machine-ben-t kérte fel további koncertjeihez, akinek magyar vonatkozása is van, hiszen 2013-ban a Budapesti Fesztiválzenekar segédkarmestere volt Fischer Iván irányítása alatt.
Az LHSO életének első mérföldköve volt a nagy sikerű karácsonyi koncertjük, amely London szívében hozta össze az Angliában élő magyarokat és a muzsikára nyitott külföldieket, akik örömmel merültek el a magyar zene szépségében, majd hallgatták meg a koncert végén közösen a Himnuszt a zenekar előadásában. Az este arra is alkalmat nyújtott, hogy a jelen lévők magyar finomságok és egy pohár forralt bor mellett megismerkedhessenek, elbeszélgethessenek egymással. A zenekar tehát máris elkezdte megvalósítani azt a célkitűzését, hogy közelebb hozza egymáshoz a külföldön élő magyarokat, a közösséget.